# HD 9712
HD 9712 — звезда, жёлтый гигант, находящийся в созвездии Андромеда на расстоянии около 387,87 св. лет от Земли. По состоянию на 2007 год, радиус звезды оценивается в 9,21 солнечного радиуса. Исходя из положительной радиальной скорости, звезда удаляется от Солнца. Планет у HD 9712 обнаружено не было. Звезда видима невооружённым глазом на ночном небе.